# Majorat (Mokrsko)
Majorat (dawn. Mokrsko-Majorat, Mokrsko-Folwark) – wschodnia część wsi Mokrsko w Polsce, położona w województwie łódzkim, w powiecie wieluńskim, w gminie Mokrsko.
Dawniej samodzielna wieś, w latach 1933–1954 gromada w gminie Mokrsko. 
W latach 1975–1998 Mokrsko Rządowe administracyjnie należało do województwa sieradzkiego.